# Criminal Minds: Evolution (16.ª temporada)
A décima sexta temporada da série de televisão criminal processual policial americana Criminal Minds com o subtítulo Evolution, segue membros da Unidade de Análise Comportamental (BAU) enquanto eles se deparam com uma rede de serial killers construída durante a pandemia de COVID-19. É um renascimento da série de televisão de 2005, que terminou em 2020. A temporada estreou em 24 de novembro de 2022, no Paramount+ nos Estados Unidos. e em 25 de novembro de 2022, no Disney+ internacionalmente.

## Elenco

### Principal
- Joe Mantegna como David Rossi;
- A.J. Cook como Jennifer "JJ" Jareau;
- Kirsten Vangsness como Penélope Garcia;
- Aisha Tyler como Dra. Tara Lewis;
- Adam Rodriguez como Luke Alvez;
- Paget Brewster como Emily Prentiss;
- Zach Gilford como Elias Voit.

### Recorrente
- Josh Stewart como Will LaMontagne Jr;
- Nicholas D'Agosto como vice-diretor Doug Bailey;
- Nicole Pacent como Rebecca Wilson;
- Ryan-James Hatanaka como Tyler Green;
- Kiele Sanchez como Bridget Voit.

### Convidados
- Gail O'Grady como Krystall Rossi;
- Luke Benward como Benjamin Reeves;
- Silas Weir Mitchell como Cyrus Lebrun.

## Episódios
| Seq. | Episódios | Título                 | Direção          | Escrito por           | Data de exibição       | Audiência EUA (em milhões) |
| --- | --------- | ---------------------- | ---------------- | --------------------- | ---------------------- | -------------------------- |
| 325 | 1         | "Apenas começando"     | Nelson McCormick | Érica Messer          | 24 de novembro de 2022 | ASD                        |
| Quando uma adolescente é sequestrada de sua casa em Bethesda, Maryland, e seus pais são mortos, a BAU acredita que o mesmo perpetrador matou uma família de quatro pessoas em Alexandria, Virgínia . Enquanto isso, Lewis investiga uma série de corpos que foram encontrados em um contêiner de armazenamento do condado de Yakima, Washington, e os desenvolvimentos no caso de sequestro trazem a ex-analista Penelope Garcia de volta ao redil. |           |                        |                  |                       |                        |                            |
| 326 | 2         | "Sicário"              | Nelson McCormick | Breen Frazier Barrois | 24 de novembro de 2022 | ASD                        |
| Quando dois homens na área de Washington, DC são mortos com a medula espinhal cortada e ambos os homens são considerados " touros " traídos, a equipe tenta encontrar o assassino. Enquanto isso, a equipe descobre que este caso e o último estão conectados a uma rede de assassinos em série liderada por um homem apelidado de "Sicarius", e a namorada de Lewis informa à equipe que o Departamento de Justiça está tentando separá- los. |           |                        |                  |                       |                        |                            |
| 327 | 3         | "Alce"                 | Joe Mantegna     | Mateus Lau            | 1 de dezembro de 2022  | ASD                        |
| Enquanto o BAU tenta encontrar os kits de morte restantes, eles tentam localizar um ex-especialista do exército que eles acreditam estar planejando detonar um dispositivo incendiário em um parque de Washington, DC . Ao tentar encontrá-lo, o BAU entra em conflito com a unidade de terrorismo doméstico do FBI. |           |                        |                  |                       |                        |                            |
| 328 | 4         | "Pague por exibição"   | Adam Rodriguez   | Christopher Barbour   | 8 de dezembro de 2022  | ASD                        |
| Tendo aprendido que o especialista do exército, Tyler Green, não era um membro da rede, mas sim um vigilante disfarçado tentando encontrar sua irmã, Lewis e Garcia tentam convencê-lo a ajudá-los a encontrar Sicarius. A equipe investiga um par de invasores de residências em Germantown, Maryland, que atraem guardas de segurança para residências com sistemas de segurança doméstica, antes de forçar os proprietários a assistir seus assassinatos por câmeras de segurança. |           |                        |                  |                       |                        |                            |
| 329 | 5         | "Naufrágios de Édipo"  | Sharat Raju      | Jayne A. Archer       | 15 de dezembro de 2022 | ASD                        |
| Depois que duas mulheres que trabalham em empregos públicos na área de Washington, D.C. são encontradas mortas com inúmeras marcas de mordidas, a equipe trabalha para localizar o suspeito. Mas depois de saberem que o seu principal suspeito é o filho de um proeminente senador, descobrem que o caso pode ter importantes implicações políticas. O vice-diretor Doug Bailey se junta à investigação, já que uma das vítimas era uma ex-namorada que conheceu em um site de relacionamento para funcionários do governo. Garcia e Tyler Green entram em conflito enquanto procuram pistas sobre Sicarius. |           |                        |                  |                       |                        |                            |
| 330 | 6         | "Verdadeira convicção" | ASA              | Chikodili Agwuna      | 12 de janeiro de 2023  | ASD                        |
| 331 | 7         | "Pedaços de mim"       | Aisha Tyler      | Sullivan Fitzgerald   | 19 de janeiro de 2023  | ASD                        |
| 332 | 8         | "Pas De Deux"          | ASA              | ASA                   | 23 de janeiro de 2023  | ASD                        |
| 333 | 9         | ASA                    | ASA              | ASA                   | 2 de fevereiro de 2023 | ASD                        |
| 334 | 10        | ASA                    | ASA              | ASA                   | 9 de fevereiro de 2023 | ASD                        |

## Produção

### Desenvolvimento
Em fevereiro de 2021, uma série de revival e a décima sexta temporada de Criminal Minds foi anunciada para estar em desenvolvimento inicial na Paramount+ com 10 episódios planejados.  Em fevereiro de 2022, foi confirmado que a série ainda estava em desenvolvimento. O título oficial da nova série foi revelado em setembro de 2022.